# Chlorophorus rufimembris
Chlorophorus rufimembris är en skalbaggsart som beskrevs av J. Linsley Gressitt och Yves Rondon 1970. Chlorophorus rufimembris ingår i släktet Chlorophorus och familjen långhorningar.
Artens utbredningsområde är Laos. Inga underarter finns listade i Catalogue of Life.